# Constantins
Constantins es una entidad de población española del municipio de Sant Gregori, perteneciente a la provincia de Gerona, en la comunidad autónoma de Cataluña.

## Toponimia
El nombre del lugar puede aparecer referido con las grafías Contestins y Constantins.

## Historia
A mediados del siglo XIX el lugar tenía contabilizada una población de 90 habitantes. Aparece descrito en el sexto volumen del Diccionario geográfico-estadístico-histórico de España y sus posesiones de Ultramar de Pascual Madoz de la siguiente manera:

CONTESTINS: l. en la prov. , part. jud. y dióc. de Gerona (2 1/2 horas), aud. terr., c g. de Barcelona (17): sit. en terreno escabroso con buena ventilacion y clima sano; las enfermedades comunes son fiebres intermitentes. Tiene una igl. servida por un curaparr. (San Vicente), de ingreso. El térm. confina N. Serrás; E. San Gregorio; S. Vilanná, y O. San Julian del Llor: en él se encuentran 2 ermitas, tituladas de Ntra. Sra. de la Piedad, y de la de Caldes; esta última muy visitada de los fieles. El terreno participa de monte y llano; es de regular calidad; le fertiliza el r. Ter, y le cruza el camino de herradura que conduce de Amer á Gerona. El correo se recibe de este último punto. prod.: cereales, legumbres y hortalizas, todo con escasez: cria algun ganado y caza. pobl.: 17 vec., 90 alm. cap. prod.: 955,200 rs. imp.: 23,880.
(Madoz, 1847, p. 570)

En la actualidad pertenece al municipio de Sant Gregori. En 2022 la entidad singular de población tenía empadronados 64 habitantes.

## Patrimonio
En el lugar hay una iglesia bajo la advocación de San Vicente.